# Гониоктена
Гониоктена (лат. Gonioctena) — род жуков-листоедов из подсемейства хризомелины.

## Описание
Жуки рыжие с черными пятнами, длина тела 5—7 мм. Точки на надкрыльях образуют правильные ряды. Ноги рыжие.

## Систематика
В мировой фауне известно около 100 видов, которые распространены в Голарктике и Ориентальной области. Типичными представителями рода являются:
- Gonioctena decemnotata (Marsham, 1802)
- Gonioctena flavicornis (Suffrian, 1851)
- Gonioctena intermedia (Helliesen, 1913)
- Gonioctena kaufmanni (Miller, 1881)
- Gonioctena linnaeana (Schrank, 1781)
- Gonioctena pallida (Linnaeus, 1758)
- Gonioctena quinquepunctata (Fabricius, 1787)
- Gonioctena viminalis (Linnaeus, 1758)
- Gonioctena olivacea (Forster, 1771)